# عین بن خلیل
عین بن خلیل (به عربی: عين بن خليل) یک شهرداری در الجزایر است که در Mécheria District واقع شده‌است. عین بن خلیل ۶٬۲۷۰ نفر جمعیت دارد و ۱٬۱۸۰ متر بالاتر از سطح دریا واقع شده‌است.